# Tricyphona confluens
Tricyphona (Tricyphona) confluens là một loài ruồi trong họ Pediciidae. Chúng phân bố ở vùng sinh thái Palearctic.